# Lisanne Dijkstra
Lisanne Dijkstra (Eindhoven, 26 oktober 1996) is een Nederlandse theatermaker, actrice, zangeres en socialmediacreator.

## Carrière
Dijkstra heeft in 2020 haar opleiding Theatermaker, Theaterdocent afgerond op ArtEZ Hogeschool voor de Kunsten te Zwolle.
In 2018 speelde ze de hoofdrol van Ytje in het locatietheaterstuk het meisje van Yde samen met Peter Tuinman. In 2018 was ze ook op televisie te zien als een van de talenten in the Talent Project bij RTL 4.
In 2021 speelde ze een dubbelrol als vriendin van Harry Muskee en secretaresse van Johan Derksen in muziektheater voorstelling Muskee. Deze voorstelling, met in de hoofdrollen Erwin Nyhoff, Alfred van den Heuvel en Erwin Java, werd geschreven en geregisseerd door Dick van den Heuvel.
Anno 2020 is Dijkstra actief via het social media-platform TikTok (900 duizend volgers) waar ze korte sketches speelt met zelfontwikkelde personages. Hiervoor werd ze in 2021, 2022 en 2023 genomineerd voor de Zapp Awards. Verder was ze in 2021 jurylid bij zowel de Kunstbende als de Special Media Awards. Ze staat hoog in de top 25 van Nederlandse tiktokkers, waarbij ze op de voet gevolgd wordt door onder anderen de tiktokkers Quinten, Vijftal en acteur-influencer Jesse van Wieren.
In het najaar van 2024 was Dijkstra in een cameo te zien in de bioscoopfilm De Grote Sinterklaasfilm: Stampij in de bakkerij.

## Typetjes
Typetjes van Dijkstra zijn o.a Lily, Carola, Willem, Hennie, Ellomenno, Bertus, en Tante Bettie (sinds 2024/2025). Sinds 2023 maakt zij een serie met de typetjes.
Deze serie staat op Youtube en wordt ongeveer per video 228 duizend keer bekeken.

## Zangbiografie
In 2018 heeft Dijkstra meegedaan aan het RTL programma The Talent Project.
Eind juni 2023 heeft Dijkstra haar eerste nummer Vreemde eend uitgebracht dat al meer dan 2 miljoen keer bekeken is op YouTube. Hiervoor werd ze in 2024 genomineerd voor een ZappAward voor de categorie best track.
Eind november bracht ze het nummer Koekoek uit.
In april 2024 bracht ze het nummer Laatste keer (een ode aan haar oma) en eind juli 2024 Het beste uit.

## Theater
- Meisje van Yde (2018) - Ytje (titelrol)
- Muskee: So Many Roads (2021) - verleidster en secretaresse van Johan Derksen

## Televisie
Dijkstra is te zien in seizoen negen van Zapp detective. In 2025 deed ze samen met Roy Helmerhorst mee aan het televisieprogramma Voor het blok.